# Orta (île)
Pour les articles homonymes, voir Orta.
Orta  est une petite île de la commune de Aukra, du comté de Møre og Romsdal, dans la mer de Norvège.

## Description
L'île de 1 km2 se trouve à mi-chemin entre les îles de Harøya et Gossa dans le Harøyfjorden. Il existe des liaisons par ferry d'Orta à Sandøya et Finnøya (dans la municipalité d'Ålesund) et à Gossa (dans la municipalité d'Aukra). C'est une île de villégiature et sa population s'agrandit
Le 1er janvier 2020, l'île d'Orta et les petits îlots environnants ont été administrativement transférés à la municipalité voisine d'Aukra. Avant cette époque, ils faisaient partie de l'ancienne municipalité de Sandøy.

## Infrastructure
Les résidents obtiennent leur eau douce à l'aide d'une station d'épuration séparée qui convertit l'eau salée en eau douce potable. L'électricité est amenée sur l'île via un câble maritime qui a été tendu depuis Harøya. Les routes publiques couvrent la majeure partie de l'île et sinon c'est un sentier pédestre. Il y a aussi un petit port de plaisance à Orten.

## Galerie

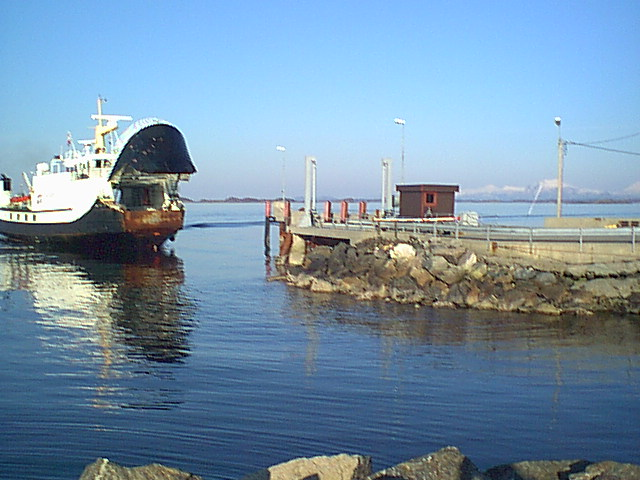
Le ferry à Orta
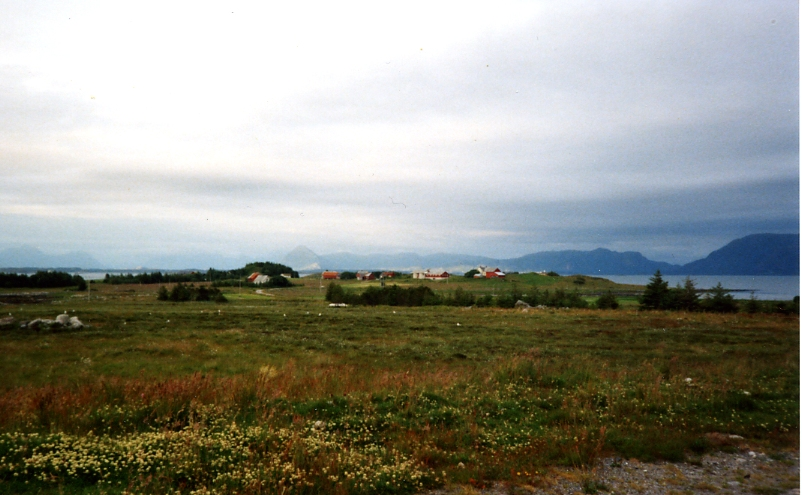
La végétation sur Orta